# Zdzisław Walczewski
 Zdzisław Walczewski  (ur. 10 listopada 1939 w Warszawie) – generał brygady Wojska Polskiego w stanie spoczynku, szef logistyki–zastępca dowódcy Krakowskiego Okręgu Wojskowego w latach 1992–1998.

## Życiorys
Zdzisław Walczewski syn Teodora urodził się 10 listopada 1939 w Warszawie. We wrześniu 1959 jako podchorąży rozpoczął służbę wojskową w Oficerskiej Szkole Łączności w Zegrzu. Promowany na stopień podporucznika w 1962. Rozpoczął zawodową służbę w 4 Ośrodku Przeciwdziałania Radioelektronicznego w Giżycku, gdzie był dowódcą centrum napraw oraz dowódcą plutonu zakłóceń łączności dowodzenia. W 1970 po zmianach organizacyjnych objął funkcję starszego pomocnika szefa sztabu–szefa łączności 4 Pułku Zakłóceń Radiolokacyjnych w Giżycku. 
W latach 1973–1976 słuchacz Wojskowej Akademii Tyłów i Transportu ZSRR. Po studiach powrócił do macierzystego pułku, gdzie objął stanowisko kwatermistrza–zastępcy dowódcy. Od 1977 pełnił służbę w Głównym Kwatermistrzostwie WP na stanowisku starszego oficera oddziału szkolenia. We wrześniu 1980 po rocznej praktyce na stanowisku kwatermistrza–zastępcy dowódcy 10 Dywizji Pancernej w Opolu został szefem sztabu–zastępcą kwatermistrza Warszawskiego Okręgu Wojskowego. W roku 1984 ukończył Podyplomowe Studia Operacyjno-Strategiczne w ASG. W 1989 został skierowany do służby w Sztabie Zjednoczonych Sił Zbrojnych Państw Układu Warszawskiego w Moskwie, gdzie był starszym oficerem kierunku zachodniego Zarządu Tyłów Operacyjnych. Od sierpnia 1991 współtworzył Krakowski Okręg Wojskowy w składzie grupy organizacyjno-przygotowawczej. 
9 listopada 1992 został awansowany na stopień generała brygady przez prezydenta Rzeczypospolitej Polskiej Lecha Wałęsę. W latach 1992–1998 piastował funkcję szefa logistyki–zastępcy dowódcy KOW. Od 1998 do czasu zwolnienia z zawodowej służby wojskowej 10 listopada 1999 był komendantem Komendy Rejonu Logistycznego Kraków. 
15 sierpnia 2000 z okazji Święta Wojska Polskiego został uhonorowany listem gratulacyjnym przez prezydenta RP Aleksandra Kwaśniewskiego w związku z zakończeniem służby wojskowej.

## Awanse[3]
- podporucznik – 1962
- porucznik    – 1965
- kapitan – 1969
- major – 1974
- podpułkownik – 1978
- pułkownik – 1989
- generał brygady – 1992

## Ordery, odznaczenia i wyróżnienia
- Krzyż Oficerski Orderu Odrodzenia Polski[3]
- Krzyż Kawalerski Orderu Odrodzenia Polski[3]
- tytuł "Honorowego Podhalańczyka 21 BSP" – 1997[7]

i inne